# Abramo Abulafia
Abramo Abulafia, nome italianizzato di Abraham ben Samuel Abulafia (in ebraico אברהם בן שמואל אבולעפיה‎?; Saragozza, 1240 – Comino, dopo il 1291), è stato un filosofo e mistico spagnolo di origini e cultura ebraiche.
È considerato uno dei maggiori studiosi della Qabbalah dell'epoca medioevale.

## Biografia
Abulafia nacque nel 1240 a Saragozza, in Aragona. Ancora fanciullo passò con la famiglia in Navarra, nella città di Tudela. Qui fu introdotto dal padre allo studio della Torah ("La Legge", che corrisponde al Vangelo dei Cristiani) e del Talmud. A diciott'anni, dopo la morte del padre, iniziò una vita errabonda. Si imbarcò per l'Oriente alla ricerca del favoloso fiume di pietre, il Sambation, oltre il quale si sarebbero trovate le Dieci Tribù perdute di Israele. Benché per nulla scientifica nel senso odierno, la credenza nell'esistenza del Sambation era molto salda tra i dotti ebrei e cristiani del XIII secolo, e non pochi partivano alla sua ricerca.
Gli ebrei vi ricercavano le vagheggiate tribù perdute, i cristiani l'altrettanto vagheggiato regno del Prete Gianni. Tutto quello che si sapeva, o si supponeva, del Prete e delle Tribù era che si trovavano "in India", cioè vagamente a oriente. Abramo, sbarcato ad Acri, trovò solo la desolazione lasciata dalle Crociate e decise di non proseguire. Giunse invece alla determinazione di tornare in Occidente per ottenere udienza dal papa. Perché volesse incontrare il papa non si sa con certezza; si è supposto che il giovane entusiasta volesse tentare di convincerlo della bontà del giudaismo.
Sbarcò a Capua e vi soggiornò. Fu a Capua che conobbe un filosofo e medico di nome Hillel che lo introdusse all'opera di Mosè Maimonide. È piuttosto probabile che Hillel altri non fosse che il celebre Rabbi Samuel ben Eliezer, meglio noto come Hillel di Verona. Abulafia lesse con passione Maimonide; ma, benché lo stimasse sopra ogni studioso e ne citasse spesso dei brani, il giovane non fu soddisfatto della scienza di Maimonide. Per la verità la sua sete di conoscenza sembra non potersi placare nella lettura di alcuno dei filosofi conosciuti. Secondo Scholem, fu un convinto sostenitore di Maimonide, la cui dottrina (filosofica) non riteneva in contrasto con la mistica e che questa stessa derivasse dalle premesse della "Guida dei Perplessi" di cui scrisse addirittura due commenti, in effetti cercò di trovare un nesso logico tra le proprie posizioni e quelle di Maimonide.
Abramo era di carattere estroverso, e con facilità trovava chi l'ascoltasse. Fu dunque a Capua che iniziò a scrivere ed a insegnare. Scrisse infaticabilmente di Qabbalah, filosofia, grammatica, e si circondò di discepoli a cui trasmetteva molto del suo entusiasmo. Dopo il suo ritorno in Spagna, all'età di trentun anni, ebbe le prime esperienze mistiche. A Barcellona si immerse nello studio del Sefer yetzirah e dei suoi numerosi commentari. Lo studio della Yetzirah e degli scritti del mistico tedesco Eleazaro di Worms esercitarono su di lui una profonda influenza. Le lettere della Scrittura e i loro valori numerici, con le loro combinazioni e permutazioni, divennero per lui segni di altri segni.
E tutti i segni erano complementari e si spiegavano l'un l'altro. Di tutti i segni del creato quello eccelso erano le quattro lettere del nome di Dio, il Tetragrammaton. Il Tetragrammaton andava oltre l'uomo perché non si poteva pronunciare, si poteva solo meditare, analizzarne le lettere, ricombinarle, studiarne le corrispondenze e, attraverso esso, risalire l'albero delle sefirot. Per mezzo di questi esercizi mistici e con l'osservanza di pratiche ascetiche, l'uomo di Abulafia si innalza dallo stato mondano a uno stato superiore e diviene profeta. Ma non si diventa profeti per dar spettacolo di sé con miracoli, bensì per giungere a uno stadio di percezione più sottile e per poter penetrare intuitivamente la natura imperscrutabile dell'Altissimo, i misteri della creazione, i problemi posti dalla vita umana, dal "Da-sein", i significati più reconditi della Torah.
Nel 1272 Abulafia si trovava a Patrasso, in Grecia. Lì compose il primo dei suoi libri profetici, il Sefer ha-Yashar (Libro del Giusto). Ma il suo spirito inquieto continuava a spingerlo verso l'incontro col papa. La richiesta di udienza raggiunse papa Niccolò III a Soriano. Il papa, che non era un mistico, ordinò di mettere al rogo quell'ebreo se si fosse presentato. Abulafia si presentò ugualmente, e fu incarcerato. Fu liberato dopo solo quattro settimane - nel frattempo il papa era stato colpito da un'apoplessia. Abulafia fece la sua comparsa in Sicilia dove si manifestò alle comunità ebraiche come Messia. Lo scandalo suscitato da questa affermazione costrinse il filosofo a fuggire ancora. Nell'isola maltese di Comino compose il Sefer ha-Ot (Libro del segno) tra il 1285 e il 1288. Nel 1291 scrisse la sua opera più difficile, gli Imre Shefer (Parole di bellezza); dopo questa data si perde ogni traccia di lui.

## Il pensiero
Abulafia chiama il suo sistema Qabbalah mistica. Egli vuol distinguersi così dai suoi predecessori nella misura in cui la loro filosofia si accontenta di caratterizzare Dio come l'Ein Sof con le sefirot come intermediari non ben definiti poiché questo, in quanto parte intellettiva, è semplicemente un metodo propedeutico al fine ultimo del profeta, la "comunione con Dio". I mezzi sono forniti dallo studio dei nomi di Dio - in particolare delle quattro lettere del Tetragrammaton YHWH - e dalla gematriyah, l'uso delle lettere come numeri con intendimenti simbolici. È assai probabile che molto in queste concezioni sia dovuto alla lettura di Eleazaro di Worms e in generale al misticismo ebraico tedesco.
Abulafia riteneva che la perfezione individuale, intellettuale e spirituale fosse più importante di tutto il resto, soprattutto della vita scandita da riti ordinari spesso eseguiti in modo meccanico, quindi privi di vero significato. C'è un divario enorme tra la vita rituale comunitaria e quella mistica in quanto hanno due diverse scale di valori. Egli era in rotta con la prima, anche se cercò in tutti i modi di non accentuare questa rottura. Fatto sta che tra i motivi per cui egli abbandonò la Spagna fu l'inadeguatezza dei circoli cabbalisti del posto, che riteneva troppo dogmatici. Uno dei concetti fondamentali della Qabbalah abulafiana sono i tre Messia (che non hanno nulla a che vedere con la Trinità cristiana come alcuni sostengono).
I tre messia si riferiscono all'Intelletto Materiale, l'intelletto Agente e la Persona Messianica:
- L'Intelletto Materiale (Mashiach) è il redentore che influenza l'anima e la può salvare dal dominio della "materialità" e dal suo potere. Nel Sefer Hamelis affermerà: «È un comandamento e un obbligo rivelare questa cosa ad ogni saggio d'Israele affinché possa salvarsi, dal momento che numerosi sono gli elementi in contrasto con le opinioni della maggioranza dei rabbini ed ancor più si discostano dalle opinioni del volgo».
- L'Intelletto Agente è una potenza cosmica ed è spesso considerato come ultimo di dieci intelletti o emanazioni divine. Esso è responsabile di tutti i cambiamenti nella natura e di tutti i processi associati all'intelletto umano.
- La Persona Messianica non è altro che l'espressione esterna dei processi tra le due entità spirituali illustrate prima.

Per Abulafia la persona del Messia è molto meno importante della sua funzione in quanto il suo accesso a forme superiori di intellezione porta ad una perdita di importanza di ogni carattere individuale.
Egli parlerà poi di "sigilli" ovvero di barriere che separano l'anima dalla dimensione divina e la trattengono nel suo naturale dominio della vita umana (racchiusa nella percezione sensoriale e materiale). Le tecniche di meditazione di Abulafia (in particolare quelle con le lettere dell'Alefbet, le visualizzazioni e le tecniche respiratorie) servono proprio a superare questa barriera.
Le teorie che affermano la creazione, da parte di Abulafia, di una specie di trinità simile a quella cristiana sono prive di fondamento in quanto Abulafia stesso criticò le prevalenti teorie rabbiniche e cabbaliste dell'epoca affermando che facevano con le Sefirot quello che i cristiani avevano fatto con la Trinità.
Abulafia considerava sé stesso Messia e figlio di Dio. Il suo grande zelo lo spingeva a tendere continuamente ad estendere il suo insegnamento ai cristiani. Enorme la produzione di Abulafia, in gran parte perduta (soprattutto gli scritti messianici, considerati eretici dall'ortodossia ebraica): nell'Ebraismo ortodosso Abulafia non è considerato eretico ed anzi lo studio dei suoi scritti è consigliato solo con una guida sapiente o ai sapienti stessi proprio per la sua importanza e la profondità del suo approccio ebraico cabalista. Restano soprattutto i suoi manuali mistici, vere e proprie guide alla "profezia" e all'estasi: Libro della vita eterna, Luce dell'intelletto (1285), Bei detti, Tesoro dell'Eden nascosto, Libro del desiderio, Libro della vocalizzazione (o della musica), ecc. Abulafia si muove nell'ambito della qabbalah teosofica, soprattutto attenta a definire la natura delle Sefirot, le dieci potenze creative emanate da Dio.

## Insegnamenti

### Tecniche di meditazione
Nei suoi numerosi lavori Abulafia ha riposto molta attenzione nel trovare metodologie per unirsi all'Agente Intelletto, o Dio, attraverso la recitazione di nomi divini in concomitanza con tecniche di respirazione e pratiche di catarsi.
Alcune delle metodologie mistiche di Abulafia sono state poi adottate da Ashkenazi Hasidim. Prendendo come punto di riferimento il sistema metafisico e psicologico di Moses Maimonides (1135/8–1204), Abulafia ambiva ad esperienze spirituali le quali vedeva come stati profetici simili o persino identici a quelli degli antichi profeti ebrei.
Abulafia suggeriva un metodo basato su stimoli che cambiano continuamente. La sua intenzione non era di rilassare la mente tramite la meditazione, ma di purificarla mediante un'elevata concentrazione che richiedeva il fare diverse azioni allo stesso tempo. Per farlo, utilizzava anche le lettere ebraiche.
Il suo metodo includeva una sequenza di passaggi.
- Il primo passaggio, preparazione: l'iniziato purificava se stesso mediante digiuno, indossando i tefillin e vestiti bianchi.
- Il secondo passaggio: il mistico scrive specifiche lettere e le loro permutazioni.
- Il terzo passaggio, manovre fisiche: il mistico pronunciava le lettere in congiunzione con degli schemi specifici di respirazione e movimenti della testa.
- Il quarto passaggio, immaginazione di lettere e forme umane: il mistico immaginava una forma umana e lui stesso senza il corpo. A questo punto, disegnava mentalmente le lettere, ruotandole e rigirandole su tutti e tre gli assi dimensionali. Abulafia descrive nel Imrei Shefer: "E loro [le lettere], con le loro forme, sono chiamate il Chiaro Specchio, poiché tutte le forme che hanno lucentezza e forte splendore sono incluse in esse.  Colui che le guarda in modo fisso in tutte le loro forme, scoprirà i loro segreti e gli parlerà, e loro risponderanno. Sono come un'immagine nella quale un uomo può vedere tutte le sue forme stando di fronte a se stesso, per poi poter essere in grado di vedere tutte le cose generali e specifiche. (Ms.  Paris BN 777, fol. 49)."

Durante l'ultimo passaggio di immaginazione, il mistico passa in successione quattro esperienze. La prima è un'esperienza di illuminazione corporea, nella quale una luce non solo gli circonda il fisico ma irradia anche da esso, dando l'impressione che sia l'esterno che l'interno del corpo illuminino. Continuando nella pratica, il cabalista arriva alla seconda esperienza: il risveglio del corpo. Segue la terza esperienza in cui il praticante può percepire un miglioramento nel modo di pensare con maggiore lucidità mentale e capacità di immaginazione.  La quarta fase è caratterizzata principalmente da paura e tremori.
Abulafia enfatizza il fatto che i tremori siano un passaggio necessario di base per poter profetizzare (Sitrei Torah, Paris Ms. 774, fol. 158a). Scrive: "tutto il tuo corpo comincerà a tremare, i tuoi arti cominceranno ad agitarsi e tu sentirai una paura insormontabile […] tutto il corpo tremerà, come il fantino che cavalca il cavallo, allegro e felice, mentre il cavallo trema sotto di lui." (Otzar Eden Ganuz, Oxford Ms.  1580, fols. 163b-164a; vedi anche Hayei Haolam Haba, Oxford 1582, fol. 12a).
Per Abulafia la paura è seguita da un'esperienza di piacere e meraviglia. Questo sentimento è il risultato di percepire un altro "spirito" nel proprio corpo, come descrive nel suo libro Otzar Eden Ganuz: "E tu dovrai sentire un altro spirito risvegliarsi in te, rinforzandoti e attraversando tutto il tuo corpo dandoti piacere." (Oxford Ms. 1580 fols. 163b-164a).
Solo dopo aver passato queste esperienze il mistico raggiunge il suo obiettivo: la visione di una forma umana, che assomiglia ed è strettamente legata al proprio corpo fisico, di fronte ad esso. L'esperienza è maggiore quando il mistico ha esperienza di tutte le sue forme interne ed esterne (visione di autoscopia). Il clone comincerà a parlare con il mistico, insegnandogli lo sconosciuto e rivelandogli il futuro.
Abraham Abulafia descrive l'esperienza di vedere una forma umana diverse volte nei suoi scritti. Comunque, inizialmente non è chiaro chi sia questa forma. Dal momento in cui la forma e il mistico cominciano a dialogare, il lettore capisce che questa forma è l'immagine riflessa dello stesso mistico. Rivolgendosi ai suoi studenti e seguaci, nel libro Sefer haKheshek, Abulafia elabora ulteriormente lo scenario:
Apparentemente, utilizzando le lettere del "Nome" con specifiche tecniche di respirazione, la forma umana dovrebbe apparire. Solo nell'ultima sentenza Abulafia suggerisce che questa forma sei te stesso.
Ancora, come ha esplicitamente detto e spiegato in un altro libro, Sefer haYei haOlam haBa: "E considera la sua risposta, rispondendo come se fossi tu stesso a rispondere"(Oxford Ms. 1582, fol. 56b). Gran parte delle descrizioni di Abulafia sono scritte in modo simile. Nello Sefer haOt, Abulafia descrive un episodio simile, ma da un'esplicita esperienza personale:"Ho visto un uomo venire da ovest con una grande armata, ventidue mila guerrieri […] E quando ho potuto avere visione del suo volto, sono rimasto stupito, il mio cuore ha tremato con me, ho lasciato il mio posto e ho desiderato che Dio mi aiutasse chiamandolo, ma nel farlo ho eluso il mio spirito. Quando questo uomo ha visto la mia grande paura e soggezione, ha aperto la bocca e ha parlato, ha parlato aprendo la mia bocca, ed io ho risposto in accordo con le sue parole, e pronunciando quelle parole ero diventato un altro uomo. (pp. 81–2)."

## Abulafia nella letteratura
Abulafia è anche il nome che Jacopo Belbo, uno dei personaggi del libro Il pendolo di Foucault di Umberto Eco, dà al proprio computer.